# Фара ди Солиго
Фара ди Солиго је насеље у Италији у округу Тревизо, региону Венето.
Према процени из 2011. у насељу је живело 7892 становника. Насеље се налази на надморској висини од 161 м.

## Становништво
Према резултатима пописа становништва 2011. у општини је живело 8.956 становника.
| 1951. | 1961. | 1971. | 1981. | 1991. | 2001. | 2011. |
| ----- | ----- | ----- | ----- | ----- | ----- | ----- |
| 6.777 | 6.329 | 6.542 | 7.080 | 7.495 | 7.892 | 8.956 |